# Evelyn Waidelich
Evelyn Waidelich (* 15. Dezember 1949 in Bremerhaven; † 13. Juli 2021 in Bremerhaven) war eine deutsche Politikerin (CDU) und für Bremerhaven Mitglied der Bremischen Bürgerschaft.

## Biografie
Waidelich war als Angestellte in Bremerhaven tätig. 
Sie war Mitglied der CDU. 1989 wurde sie Mitglied im Vorstand der CDU-Frauen-Union im Land Bremen und war später bis nach 2006 dort stellv. Vorsitzende. Von 1995 bis 1999 war sie Mitglied der 14. Bremischen Bürgerschaft und Mitglied verschiedener Deputationen, u. a. für Soziales, für Bildung sowie im Ausschuss zur Förderung der Gleichberechtigung der Frauen.
Sie gründete 2006 den Verein Sonnenblumen e.V. zur Förderung von Kindern und war dort stellv. Vorsitzende.